# تاريخ العلاقات الصينية اليابانية
تشترك الصين والهند بتاريخ طويل من خلال التجارة، والتبادلات الثقافية، والصداقة والنزاعات. أثرت العلاقات عبر الثقافات، قبل عام 1600، بقوة في اليابان؛ بشكل خاص من الصين بنظامها الكتابي، والعمارة، والثقافة، والدين، والفلسفة، والقانون التي أدخلت العديد منها عن طريق مملكة بايكجي. بدأت التجارة في ستينيات القرن التاسع عشر. دُرّب العديد من الطلاب الصينيين في اليابان واستقر نشطاء سياسيون هناك قبل أن يطيحوا بالإمبراطورية الصينية في عام 1912. حدثت سلسلة من الحروب والمواجهات بين عامي 1880 و1945، واستولت اليابان على تايوان، ومنشوريا ومعظم الصين الساحلية. هُزمت اليابان وأُطيح بها في عام 1945. كانت العلاقات متوترة بسبب الحرب الكورية والحرب الباردة منذ عام 1950. توسعت التجارة بشكل كبير في القرن الواحد والعشرين.

## الدلائل الأولى لليابان في السجلات الصينية التاريخية بين 1-300 بعد الميلاد
كان أول ذكر للأرخبيل الياباني في النصوص التاريخية لكتاب هان اللاحق، في عام 57، والتي أُشير فيها إلى أن إمبراطور سلالة هان أعطى ختمًا ذهبيًا إلى وا (أو اليابان). اكتُشف ختم الملك نا الذهبي في شمال كيوشو في القرن الثامن عشر. منذ ذلك الحين تكرر ذكر اليابان في النصوص التاريخية الصينية، بشكل متقطع في البداية، وبشكل مستمر في النهاية وذلك عندما تحولت اليابان إلى قوة بارزة في المنطقة.
هناك تقليد صيني مفاده أن أول إمبراطور صيني، تشين شي هوانغ، أرسل عدة مئات من الأشخاص إلى اليابان للبحث عن أدوية الخلود. ذكر رحالة صينيون، خلال القرن الثالث، أن سكان اليابان ادعوا أن لديهم نسب من وو تايبو، ملك ولاية وو (الواقعة في جيانغسو وجيجيانغ) خلال حقبة الممالك المتحاربة. سجلوا أمثلة على تقاليد وو بما فيها طقوس سحب الأسنان، والوشوم وحمل الأطفال على ظهورهم. تظهر سجلات أخرى في ذلك الوقت العادات المُعترف بها اليوم وجدت نفسها في اليابان مسبقًا. وتشمل هذه العادات التصفيق أثناء الصلاة، وتناول الطعام من صواني خشبية، وتناول الأسماك النيئة (وهي أيضًا عادة تقليدية في جيانغسو وجيجيانغ قبل أن تصبح غير قابلة للتنفيذ بسبب التلوث). تظهر تقاليد عصر كوفون في السجلات مثل مقابر الأكمة (الترابية) الخزفية القديمة التي بناها اليابانيون.
أول شخصية يابانية ذكرتها سجلات واي تسي (سجلات واي) هي شخصية هيميكيو، القائدة الشامانية لبلاد مؤلفة من مئات الولايات تسمى ياماتاي-كوكو. يعتقد اللغويون التاريخيون المعاصرون أن ياماتاي كانت تُلفظ في الواقع ياماتاو.

## مقدمة عن النظام السياسي والثقافة الصينيين في اليابان بين 600-900 بعد الميلاد
أرسلت اليابان، خلال فترة حكم سلالة سوي وسلالة تانغ، عدة طلاب في عدد محدود من البعثات الإمبراطورية إلى الصين، للمساعدة في ترسيخ مكانتها كدولة ذات سيادة في شمال شرق آسيا. بعد سقوط مملكة بايكتشي الكونفدرالية الكورية (التي تحالفت اليابان معها بشكل وثيق) لصالح قوات شيلا وتانغ المتحدة، اضطرت اليابان إلى السعي وراء الدولة الصينية بمفردها، والذي كان في ذلك الوقت بمثابة إجراء غادر، ما حدّ بالتالي من نجاحات العلاقات اليابانية في الخارج خلال هذه الفترة.
من بين العناصر المهمة التي جلبت من الصين (نُقل بعضها عبر بايكتشي إلى اليابان) كانت التعاليم البوذية، والعادات والثقافة الصينية، والبيروقراطية والعمارة وتخطيط المدن. الكيمونو الياباني يشبه جدًا ملابس سلالة تانغ، ويعتقد العديد من المؤرخين أنهم بدأوا في اليابان بارتداء أثواب تشبه ما كان يرتديه ملوك تانغ، لتتكيف الثياب في نهاية المطاف وتصبح منسجمة مع الثقافة اليابانية. كانت عاصمة كيوتو، وفقًا لفلسفة فينج شوي، مصممةً أيضًا على نمط العاصمة الصينية شانغان. خلال فترة حكم هيان، أصبحت البوذية واحدة من الديانات الرئيسية إلى جانب ديانة شينتو.
توقف استخدام النموذج الصيني للحكم الإمبراطوري بحلول القرن العاشر، بعد أن تخطته المنافسات العائلية والقبلية اليابانية التقليدية (سوجا مونونوب، تايرا-ميناموتو).

## أول معركة مسجلة بين الصين واليابان
وقعت معركة بيكاغانغ في عام 663 بعد الميلاد، وكانت أول صراع صيني ياباني في التاريخ المسجل. كانت المعركة جزءًا من العلاقات القديمة بين الممالك الكورية الثلاث (سَامْغك أوسامهان)، و مملكة ياماتواليابانية، والسلالات الصينية الحاكمة حدثت المعركة نفسها في وقتٍ قريب من نهاية هذه الفترة مع سقوط بايكتشي، إحدى ممالك سَامْغك، أو الممالك الكورية الثلاث، في أعقاب هذه المعركة.
تتضمن خلفية تلك المعركة الكبيرة محاولة مملكة شيلا (إحدى الممالك الكورية) السيطرة على شبه الجزيرة الكورية من خلال تحالفها مع سلالة تانغ، الذين كانوا يحاولون هزيمة مملكة غوغوريو، وهو صراع مستمر يعود تاريخه إلى سلالة سوي. في ذلك الوقت، كانت مملكة غوغوريو، في ذلك الوقت، متحالفة مع مملكة بايكتشي، ثالث أكبر مملكة كورية. دعمت ياماتو اليابانية بايكتشي بشكل جدي فأرسلت لها 30 ألف جندي وأرسلت إيبو نو هيرافو، وهو جنرال متمرس قاتل الآينو في حملات في شرق وشمال اليابان. كجزء من جهود شيللا لغزو بايكتشي، خاضت معركة بيكاغانغ التي دارت بين تانغ الصينية، وبايكتشي، وشيلا، وياماتو اليابان.
كانت المعركة بحد ذاتها هزيمة كارثية لقوات ياماتو. دمرت حوالي 300 سفينة لياماتو على يد أسطول شيللا-تانغ المشترك الذي ضم نصف العدد من السفن، وبالتالي فإن الدعم الذي قدمته ياماتو لبايكتشي لم يستطع المساعدة على الأرض، بعد هزيمتهم في البحر. سقطت بايكتشي بعد ذلك بوقت قصير، في العام نفسه.
بمجرد هزيمة بايكتشي، ركز كل من شيلا وتانغ على الخصم الأكثر صعوبة، وهو مملكة غوغوريو، وسقطت غوغوريو في عام 668 م. بالنسبة للجزء الأكبر، كانت شيلا متنافسة مع بايكتشي، وأيضا معادية لياماتو اليابانية، التي كان يُنظر إليها على أنها دولة شقيقة لبايكتشي، واستمرت هذه السياسة (مع فترة توقف واحدة بين حوالي 670-730 بعد الميلاد) بعد أن وحدت شيلا معظم ما يعرف الآن بكوريا وطرد الصين التانغية مما يعرف الآن بشبه الجزيرة الكورية. تُركت ياماتو اليابان معزولة لبعض الوقت ووجدت نفسها مضطرة إلى إقامة علاقات مع آسيا القارية من تلقاء نفسها، بعد أن اعترضت شيلا العدوة أكثر الطرق أمانًا وضمانةً.

## سلالات مينغ وتشينغ وعهد إيدو توكوغاوا في اليابان
أُدخلت الأطباق الصينية والمأكولات الشهية والحلويات والسكاكر إلى اليابان على يد الرجال الصينيين، الذين علموا حبيباتهم اليابانيات كيفية صنعها. في فترة غنروكو (1688-1704)، قام رجل صيني بتعليم حبيبته كيفية صناعة حلوى السكر على شكل زهرة البرقوق وحلوى دقيق الأرز الطرية المسماة «كوساكو». الأغاني التي غنيت في تانغ سونغ يين في كتيب كاينتسو الترفيه ي)كاينتسي يوكيو) الذي يحتوي على معلومات عن الأغاني التي علمها الرجال الصينيون لحبيباتهم اليابانيات تظهر أنهم كانوا يغنون تانغ سونغ يين باستخدام آلات مثل هوكونغ (كمان ذو وتران (، شاي-شيان-شي (السنطور ذو السبعة أوتار) ويو تشين (العود).عُلمت النساء اليابانيات في ناغازاكي الرقص والأغاني والموى سيقى ذات الأصول الصينية. استخدمت ذا غاكن (يوتشين) لعزف أغاني كايورينفن هذه. رافقت رقصة كانكان أودوري إحدى هذه الأغاني التي انتشرت في إيدو وكيوتو حيث اكتسبت شهرتها. أقيمت معارض للرقص الصيني الأصلي في إيدو من خلال الترتيب لإرسال مسؤولي ناغازاكي لإدارة الشؤون الصينية والغيشا إلى هناك من قبل تاكاهاشي ساكوزيمون (1785-1829) الذي كان عالم الفلك في بلاط شوغون. اشتهر بسبب حادثة فيليب سيبولد.
في وقت لاحق، أرسلت النساء لخدمة الهولنديين في دييما بعد أن خدموا الصينيين فق ماروياما حيث يدفع لهم مفوضو التزويد بالمؤن.